# Lac Stoke
Le lac Stoke est situé au sud de la municipalité de Stoke dans la MRC Le Val-Saint-François en Estrie, au Québec, au Canada.

## Géographie
Le lac Stoke, a une superficie 0,39 km2, une profondeur maximum de 12,4 m, un bassin versant de 7,8 km2 et un périmètre de 2,6 km. Il est alimenté principalement par le ruisseau Beauchêne. La décharge du lac rejoint la Rivière Stoke. La cote bactériologique du lac est de A, c'est-à-dire excellente selon ministère du Développement durable. Il est longé de la Modèle:Route 216 (Québec) et du Chemin du Lac.